# Regionaler Naturpark Narbonnaise en Méditerranée

Logo des Naturparks

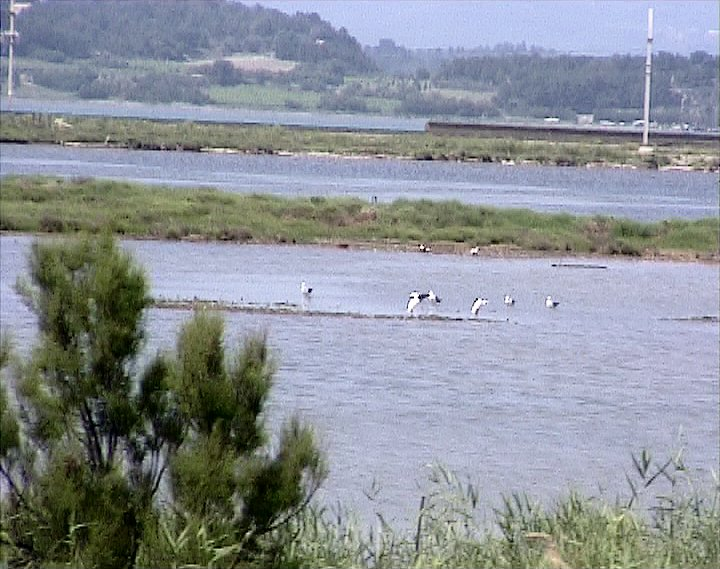
Feuchtgebiet am Étang de Bages et de Sigean

Der Regionale Naturpark Narbonnaise en Méditerranée (frz. Parc naturel régional Narbonnaise en Méditerranée) wurde am 18. Dezember 2003 gegründet. Er liegt in der Region Okzitanien und liegt auf dem Gebiet von 21 Gemeinden im Département Aude. Die bekannteste davon ist Narbonne. Er umfasst eine Fläche von 80.000 ha in einem Einzugsgebiet von etwa 28.000 Einwohnern. Die Parkverwaltung hat ihren Sitz in Sigean (43° 1′ 39″ N, 2° 59′ 31″ O).
Das Gebiet des Naturparks setzt sich aus unterschiedlichen Arten der Bodenbedeckung zusammen. Es enthält
- 30 km Küstenlinie des Mittelmeeres
- 8.000 ha Feuchtgebiete
- 300 ha Strände und Dünen
- 20.000 ha Meeresfläche
- 740 ha Meerwassersalinen
- 24.000 ha Gariden
- 6.500 ha Wälder
- 15.000 ha Weingärten

Dieses Strukturmosaik organisiert sich in sieben sehr deutlich voneinander abgegrenzten Landschaften, von denen jede über eine eigene Charakteristik verfügt:
- das Küstengebiet,
- den Höhenzug „Massif de la Clape“,
- das Plateau von Leucate,
- die fruchtbare Ebene, in der früher ein Arm des Flusses Aude verlaufen ist, mit dem schiffbaren Canal de la Robine und einer Vielzahl von agrarisch genutzten Kanälen,
- die Lagunenseen (Étang de Bages et de Sigean, Étang de Lapalme, Étang de Pissevaches),
- die Corbières von Fontfroide,
- die Corbières maritimes.

## Gemeinden des Naturparks
- Armissan
- Bages
- Bizanet
- Boutenac
- Caves
- Feuilla
- Fitou
- Fleury
- Gruissan
- La Palme
- Leucate
- Montséret
- Narbonne
- Peyriac-de-Mer
- Port-la-Nouvelle
- Portel-des-Corbières
- Roquefort-des-Corbières
- Saint-André-de-Roquelongue
- Sigean
- Villesèque-des-Corbières
- Vinassan